# 大仁庄乡
大仁庄乡，是中华人民共和国山西省大同市浑源县下辖的一个乡镇级行政单位。2021年4月，撤销黄花滩乡，整建制并入大仁庄乡。以原黄花滩乡和原大仁庄乡的行政区域为大仁庄乡的行政区城。

## 行政区划
大仁庄乡下辖以下地区：
大仁庄村、广泥沟村、东泥沟村、柴眷村、后兑沟村、老马窑村、清水沟村、杨湾村、白庄村、下阴阳沟村、白家河村、东王铺村、西王铺村、吴家圪坨村、净石村、黄土坡村、岔口村、错马坪村和银洞沟村。